# Safe (film)
Safe er en amerikansk actionthriller fra 2012, der er skrevet og instrueret af Boaz Yakin, og produceret af Lawrence Bender, Dana Brunetti og Joseph Zolfo. Den har Jason Statham, Chris Sarandon, Robert John Burke og James Hong på rollelisten. Filmen handler om Luke Wright, der er en tidligere politibetjent og MMA-udøver, der ender med at skulle beskytte et vidunderbarn imod den russiske mafia, kinesiske triader og korrupte betjente fra New York City Police Department.
Safe blev udgivet via Lionsgate Films 27. april 2012 og modtog blandede anmeldelser. Den indspillede for $40,6 mio. mod et budget på $30 mio.

## Medvirkende
- Jason Statham som Luke Wright
- Catherine Chan som Mei
- Robert John Burke som Captain Wolf
- Chris Sarandon som Mayor Tremello
- Anson Mount som Alex Rosen
- James Hong som Han Jiao
- Reggie Lee som Quan Chang
- Sandor Tecsy som Emile Docheski
- Joseph Sikora som Vassily Docheski
- Danny Hoch som Julius Borkow
- Matt O'Toole som Detective Lasky

## Eksterne Henvisninger
- Safe på Internet Movie Database (engelsk)
- Safe på Filmdatabasen
- Safe på Scope
- Safe på AlloCiné (fransk)
- Safe på MovieMeter (nederlandsk)
- Safe på AllMovie (engelsk)
- Safe på The Movie Database (engelsk)
- Safe på Rotten Tomatoes (engelsk)
- Safe på Metacritic (engelsk)
- Safe på Box Office Mojo (engelsk)